# Sân bay Myeik
Sân bay Myeik là một sân bay ở Myeik, Myanmar (IATA: MGZ, ICAO: VYME).

## Hãng hàng không và tuyến bay
| Hãng hàng không | Các điểm đến                  |
| --------------- | ----------------------------- |
| Air Bagan       | Yangon                        |
| Air Kanbawza    | Yangon                        |
| Myanmar Airways | Kawthaung, Maulamyine, Yangon |